# OK (川崎真理子のアルバム)
「OK」は、川崎真理子のアルバム。
この内、「がんばってたりしてて」「Driving Lazy Lady」「キスをしなくてよかった」「すきになっただけ」 「もっと落ちついて」「OK"ピースサインができればOK"」の6曲の編曲は、槇原敬之が木下鉄丸名義で担当している。

## 収録曲
1. がんばってたりしてて
2. Driving Lazy Lady
3. キスをしなくてよかった
4. I need your help
5. すきになっただけ
6. Piano
7. 電車で行こう
8. もっと落ちついて
9. 上手に恋はできないけれど
10. OK"ピースサインができればOK"